# El Lokal
El Lokal (C/ de la Cera, 1) és una llibreria underground, botiga de discs i espai de trobada de moviments socials, ubicat al barri del Raval de Barcelona. Sota la premisa de l'autogestió i la contracultura, fou fundat a l'octubre de 1987, arran de la unió de l'Ateneu Llibertari del Poble Sec amb un grup de veïns del barri Xino.
Des del seu naixement molt lligat a les lluites del barri, El Lokal ha donat suport al moviment insubmís, a persones sense papers, i ha combatut a desallotjaments i la proliferació de narcopisos al barri del Raval.
A més de llibres, s'hi pot trobar material alternatiu pertanyent a la cultura llibertària i punk, com fanzines, xapes o samarretes. La llibreria també funciona com a distribuidora.

## Història
Amb la seva fundació el 1987, El Lokal es va erigir com a espai a partir del qual vertebrar el moviment barceloní contra els jocs olímpics de Barcelona 92, un projecte criticat per la seva associació amb processos de gentrificació i especulació urbanística. Així mateix, durant els anys 1990 va ser un referent a Catalunya en el suport i difusió de la lluita indígena del moviment zapatista nascuda a Chiapas. També va jugar un destacat paper en el moviment antimilitarista, amb l'edició de la cinta de casset "rock antimili", de la qual se'n van fer 15.000 còpies.
Més endavant, El Lokal fou clau en el naixement del projecte Xenofilia, destinat a assessorar a les persones immigrants i sense papers.
A la dècada dels 2010, l'espai va estar molt implicat en la campanya de denúncia de la polèmica mort de Juan Andrés Benítez, a mans dels mossos d'esquadra.
L'immoble al qual s'allotja El Lokal va començar a ser víctima de l'especulació immobiliària ja a partir de finals dels anys 1990, passant a mans de diversos grups inversors. Amb la generalització d'aquesta mala pràctica a tot el barri d'El Raval, El Lokal es va convertir en un centre d'organització de la resistència contra desallotjaments i contra la proliferació de narcopisos al barri.
El 2024, els fundadors de l'espai van fer saber que es veien obligats a comprar el local com a única via per evitar-ne el desallotjament, atès que el propietari, pertanyent a un fons voltor, s'havia negat a renovar-los el contracte de lloguer.

## L'Iñaki d'El Lokal

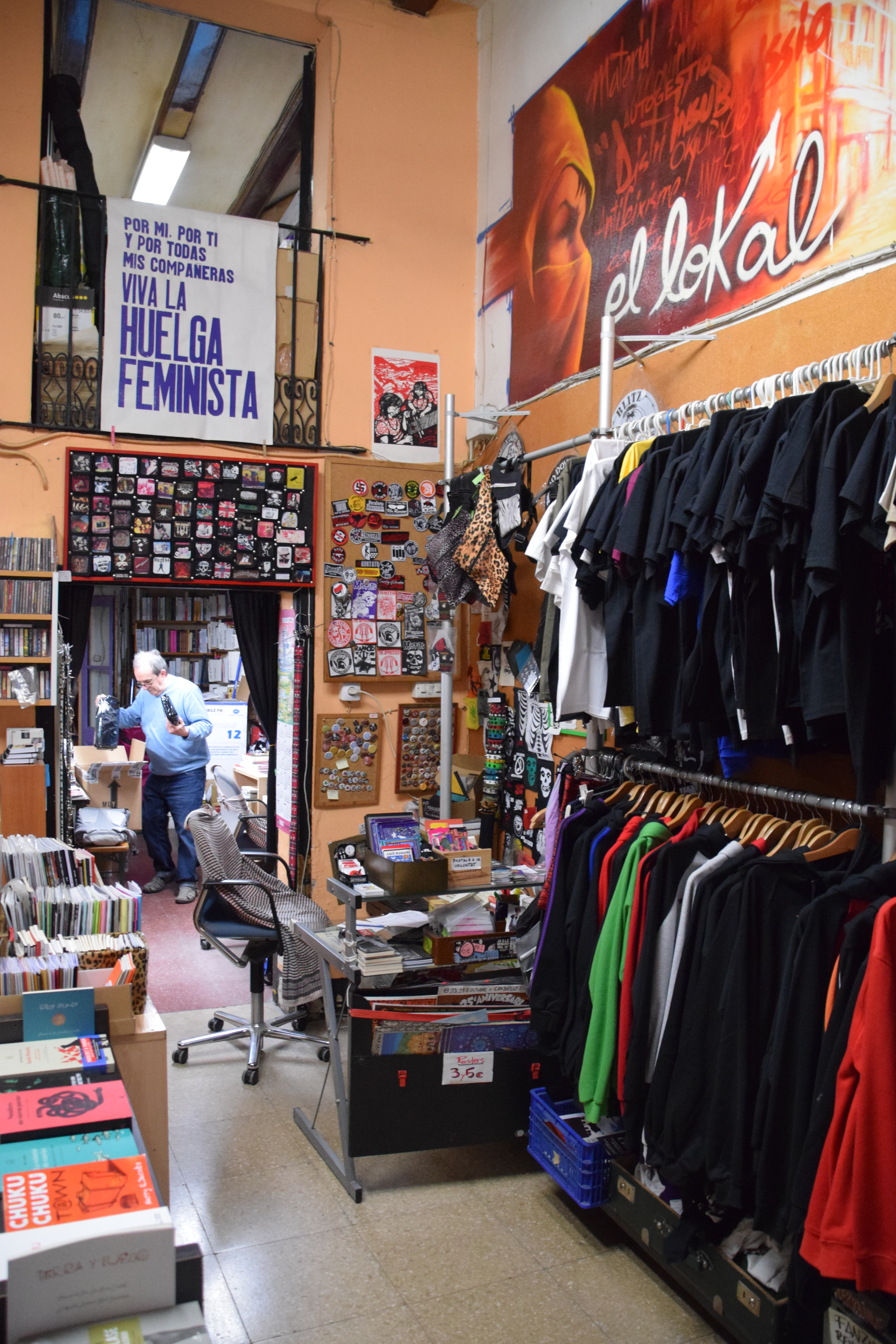
Interior d'El Lokal amb l'Iñaki al fons (2022).

L'Iñaki García és un activista barceloní, membre fundador d'El Lokal i una de les seves cares més visibles. Sovint, ha estat qualificat per la premsa com l'«ànima d'El Lokal» o com a «autèntic referent de la lluita veïnal al Raval». Pel seu persistent activisme al capdavant d'El Lokal, l'Ajuntament de Barcelona li ha proposat fins a dues ocasions l'entrega de la Medalla d'Honor de la Ciutat, un reconeixemement institucional que ha rebutjat tant a nivell privat com d'entitat.